# Rally Comunidad de Madrid de 2014
El Rally Comunidad de Madrid de 2014  fue la quinta edición y la décima y última ronda de la temporada 2014  del Campeonato de España de Rally. Se celebró entre el 22 y el 23 de noviembre y contó con un itinerario de trece tramos que sumaban un total de 150,35 km cronometrados.
En la prueba se inscribieron 83 pilotos entre los que destacaban Sergio Vallejo (Porsche 911 GT3) y Miguel Ángel Fuster (Ford Fiesta R5) que disputaron el título de pilotos que sería para el que terminase por delante de su rival. Vallejo llegaba líder del campeonato con una ventaja de solo medio punto respecto a Fuster, que en principio llegó a considerar participar con un Porsche 911 GT3 en lugar del habitual Fiesta R5. Destacaban también Luis Monzón (Mini Cooper S2000 1.6T), Joan Vinyes y Gorka Antxustegi (Suzuki Swift S1600), Esteban Vallín (Opel Adam R2), Joan Carchat (Mitsubishi Lancer Evo X), Surhayen Pernía (Mitsubishi Lancer Evo X R4) y José Antonio Suárez (Mitsubishi Lancer Evo X R4) ganador de la anterior edición. En total tomaron la salida 81, debido a las bajas de última hora de Alberto Monarri e Iván Ares. En la prueba también se decidieron los ganadores del campeonato de dos ruedas motrices, de la Mitsubishi Evo Cup y de la Copa Suzuki.

## Desarrollo
Sergio Vallejo fue el más rápido en el primer y tercer tramo por lo que se puso líder inicialmente. Luego Álvaro Muñiz marcó el scratch en el cuarto y quinto tramo y sustituyó a Vallejo en el primer puesto de la clasificación con una ventaja de ocho segundos. Por su parte Miguel Ángel Fuster era cuarto a 42 segundos de Muñiz. Tras esto, se anunció la anulación del tramo de Robledillo, por lo que la jornada del sábado se limitó a las tres pasadas de Madarquillos y dos del Jarama. Sin embargo la segunda etapa del rally arrancó con el abandono de Fuster, por avería, en el enlace hacia el primer tramo por lo que automáticamente Sergio Vallejo se proclamaba campeón de España a falta de terminar la carrera. 
Muñiz siguió siendo el más rápido en los siguientes tramos y llegó a distanciarse de Vallejo en doce segundos. En el penúltimo tramo marcó el mejor tiempo y llegó al último, Circuito del Jarama, con una ventaja de siete segundos. Sin embargo Vallejo marcó un tiempo de 7:51.4, nueve con cuatro décimas más rápido que Muñiz por lo que se adjudicó la victoria por solo dos segundos de diferencia. El podio lo completó Surhayen Pernía con el Mitsubishi Lancer Evo X R4 que además se hizo con la victoria en la Mitsubishi Evo Cup. En la cuarta posición finalizó Luis Monzón y en la quinta Francisco Cima que además fue el mejor en la clasificación de dos ruedas motrices.

## Itinerario
| Día   | Tramo | Nombre                   | Distancia | Hora  | Ganador        | Tiempo    | Vel. media  | Líder rally    |
| ----- | ----- | ------------------------ | --------- | ----- | -------------- | --------- | ----------- | -------------- |
| Día 1 | SS1   | La Cabrera               | 5,23 km   | 17:44 | Sergio Vallejo | 2:39.4    | 118.12 km/h | Sergio Vallejo |
| Día 1 | SS2   | Puerto de Canencia Norte | 13,20 km  | 18:22 | Álvaro Muñiz   | 6:58.3    | 113,60 km/h | Sergio Vallejo |
| Día 1 | SS3   | Circuito del Jarama      | 14,76 km  | 19:18 | Sergio Vallejo | 8:02.0    | 109,57 km/h | Sergio Vallejo |
| Día 1 | SS4   | La Cabrera               | 5,23 km   | 20:56 | Álvaro Muñiz   | 2:41.3    | 116,73 km/h | Álvaro Muñiz   |
| Día 1 | SS5   | Puerto de Canencia Norte | 13,20 km  | 21:33 | Álvaro Muñiz   | 6:46.6    | 116,87 km/h | Álvaro Muñiz   |
| Día 2 | SS6   | Robledillo               | 17,41 km  | 09:13 | Cancelado      | Cancelado |             | Álvaro Muñiz   |
| Día 2 | SS7   | Madarquillos             | 5,75 km   | 09:56 | Álvaro Muñiz   | 2:48.5    | 122,85 km/h | Álvaro Muñiz   |
| Día 2 | SS8   | Robledillo               | 17,41 km  | 12:40 | Cancelado      | Cancelado |             | Álvaro Muñiz   |
| Día 2 | SS9   | Madarquillos             | 5,75 km   | 13:22 | Álvaro Muñiz   | 2:46.1    | 124,62 km/h | Álvaro Muñiz   |
| Día 2 | SS10  | Circuito del Jarama      | 14,76 km  | 14:31 | Sergio Vallejo | 7:50.4    | 112,27 km/h | Álvaro Muñiz   |
| Día 2 | SS11  | Robledillo               | 17,41 km  | 16:28 | Cancelado      | Cancelado |             | Álvaro Muñiz   |
| Día 2 | SS12  | Madarquillos             | 5,75 km   | 17:10 | Álvaro Muñiz   | 2:46.5    | 124,32 km/h | Álvaro Muñiz   |
| Día 2 | SS13  | Circuito del Jarama      | 14,76 km  | 18:19 | Sergio Vallejo | 7:51.4    | 112,03 km/h | Sergio Vallejo |

## Clasificación final
| Pos. | Piloto                   | Copiloto               | Automóvil                  | Tiempo  | Diferencia |
| ---- | ------------------------ | ---------------------- | -------------------------- | ------- | ---------- |
| 1.   | Sergio Vallejo           | Diego Vallejo          | Porsche 911 GT3            | 51:27.9 | 0.0        |
| 2.   | Álvaro Muñiz             | César Blanco           | Porsche 911 GT3            | 51:30.3 | +2,4       |
| 3.   | Surhayen Pernía          | Carlos del Barrio      | Mitsubishi Lancer Evo X R4 | 53:04.9 | +1:37.0    |
| 4.   | Luis Monzón              | José Carlos Déniz      | Mini Cooper S2000 1.6T     | 53:28.6 | +2:00.7    |
| 5.   | Francisco Cima           | Pablo González Greciet | SEAT León Supercopa        | 54:28.5 | +3:00.6    |
| 6.   | Joan Vinyes              | Jordi Mercader         | Suzuki Swift S1600         | 54:34.5 | +3:06.6    |
| 7.   | Antonio Juan de la Reina | Manuel J. Colchón      | Mitsubishi Lancer Evo IX   | 54:47.3 | +3:19.4    |
| 8.   | Daniel Marbán            | Víctor Ferrero         | Lotus Exige 260 Cup        | 55:01.1 | +3:33.2    |
| 9.   | Joan Carchat             | Claudi Ribeiro         | Mitsubishi Lancer Evo X    | 55:08.7 | +3:40.8    |
| 10.  | Gorka Antxustegui        | Alberto Iglesias Pin   | Suzuki Swift S1600         | 55:20.1 | +3:52.2    |